# Darmstadt-Arheilgen
Arheilgen är en stadsdel i Darmstadt, Tyskland. Den var tidigare en självständig kommun i södra Hessen. 

## Historiska namn
- ungefär 1000:  Araheiligon
- 1680: Allerheilingen
- ungefär 1712: Allerheyligen
- till dess 1937 : Arheilgen (och Arheiligen)
- sedan dess:  Darmstadt-Arheilgen

## Galleri

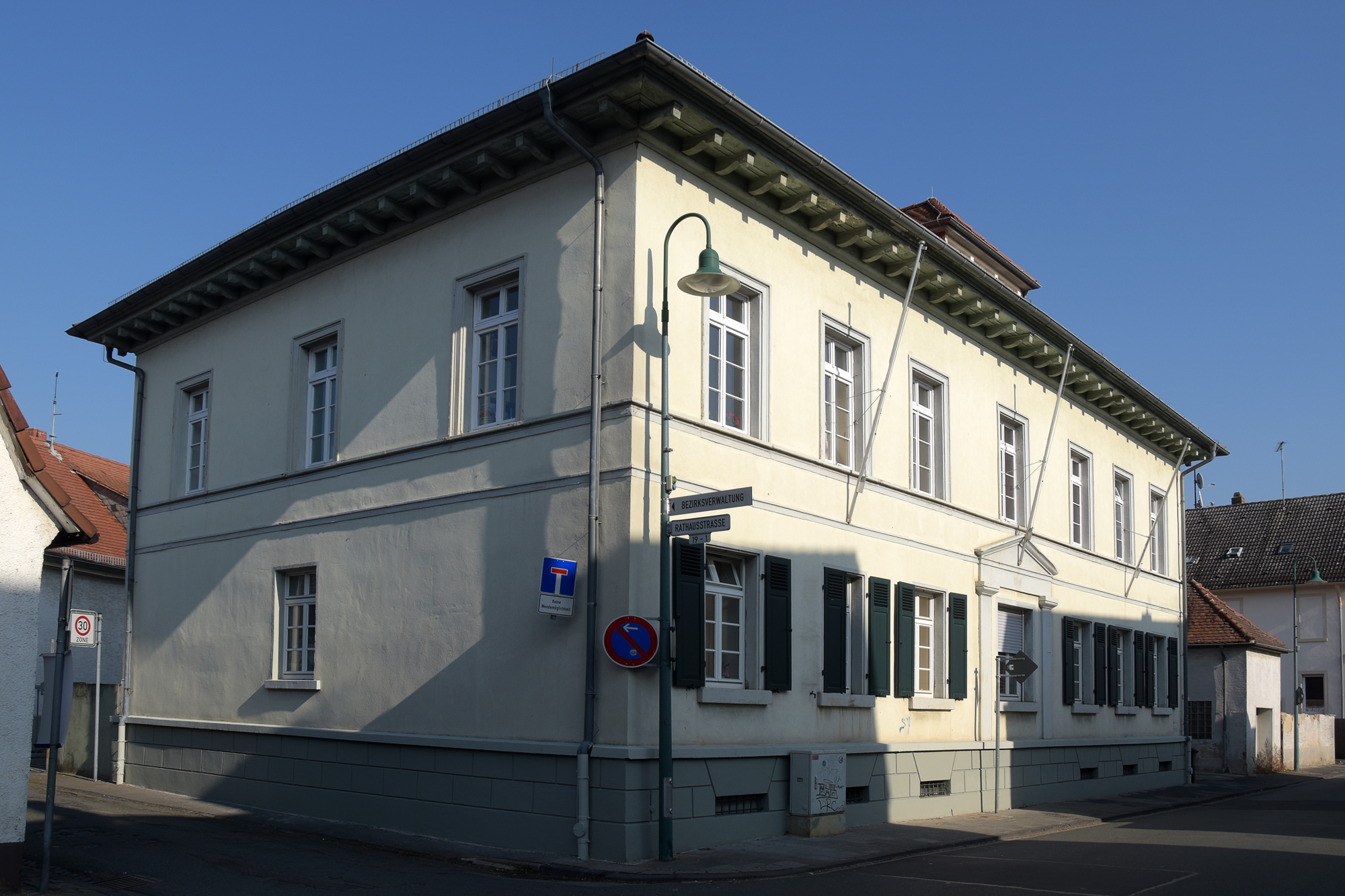
Gammal rådhus (2017)
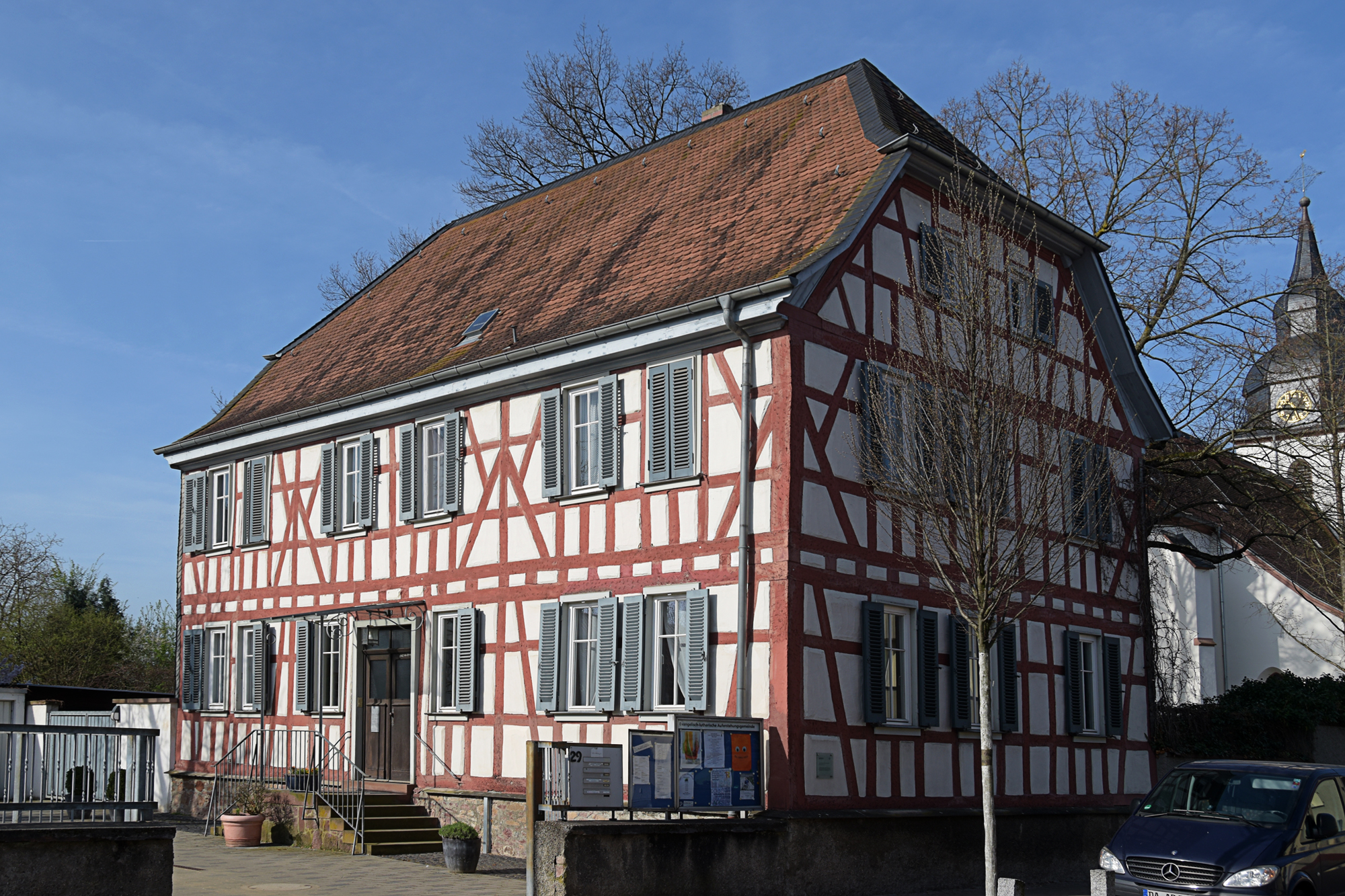
Evangeliska pastorsexpedition (2017)
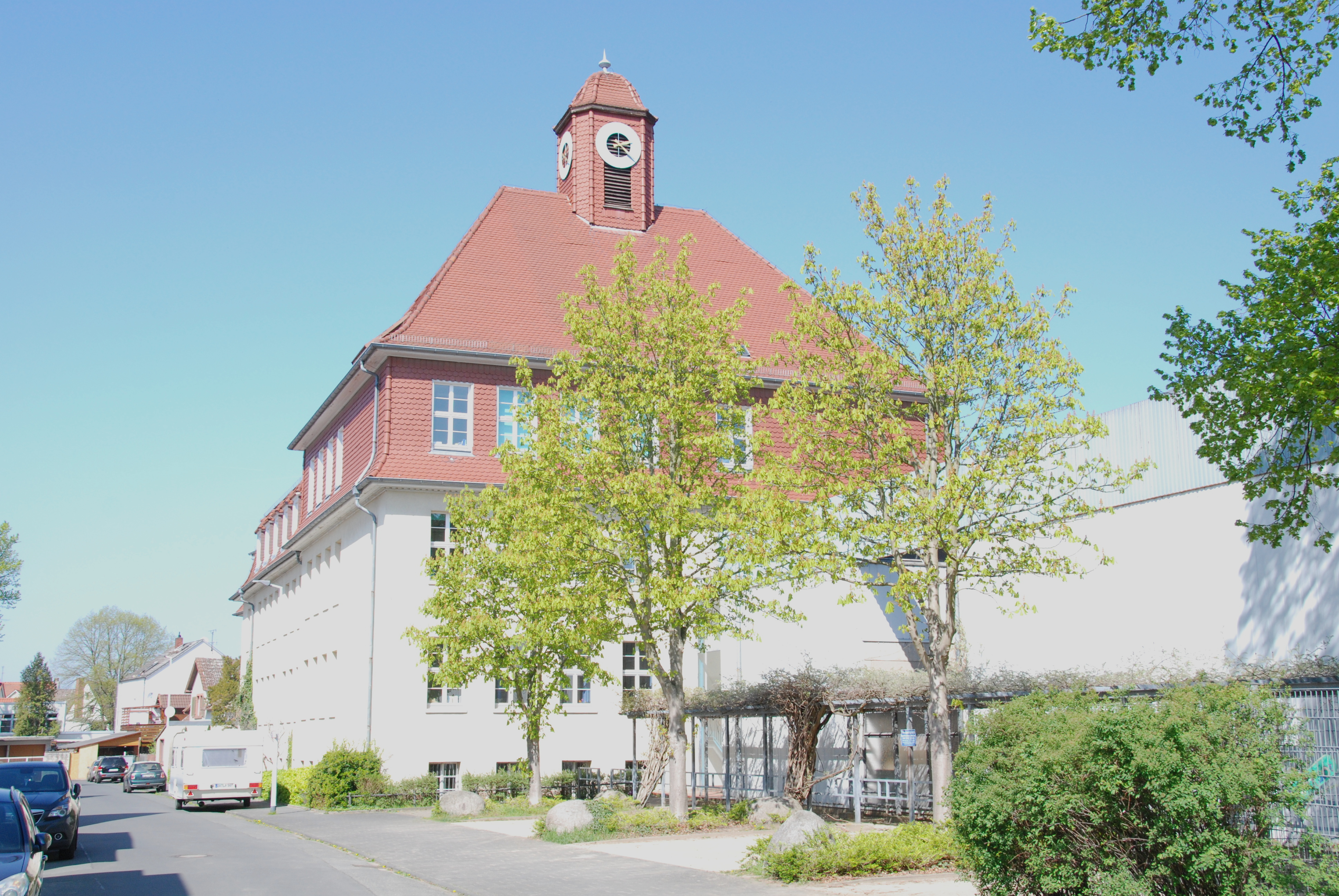
Skola "Astrid-Lindgren-Schule" (2017)
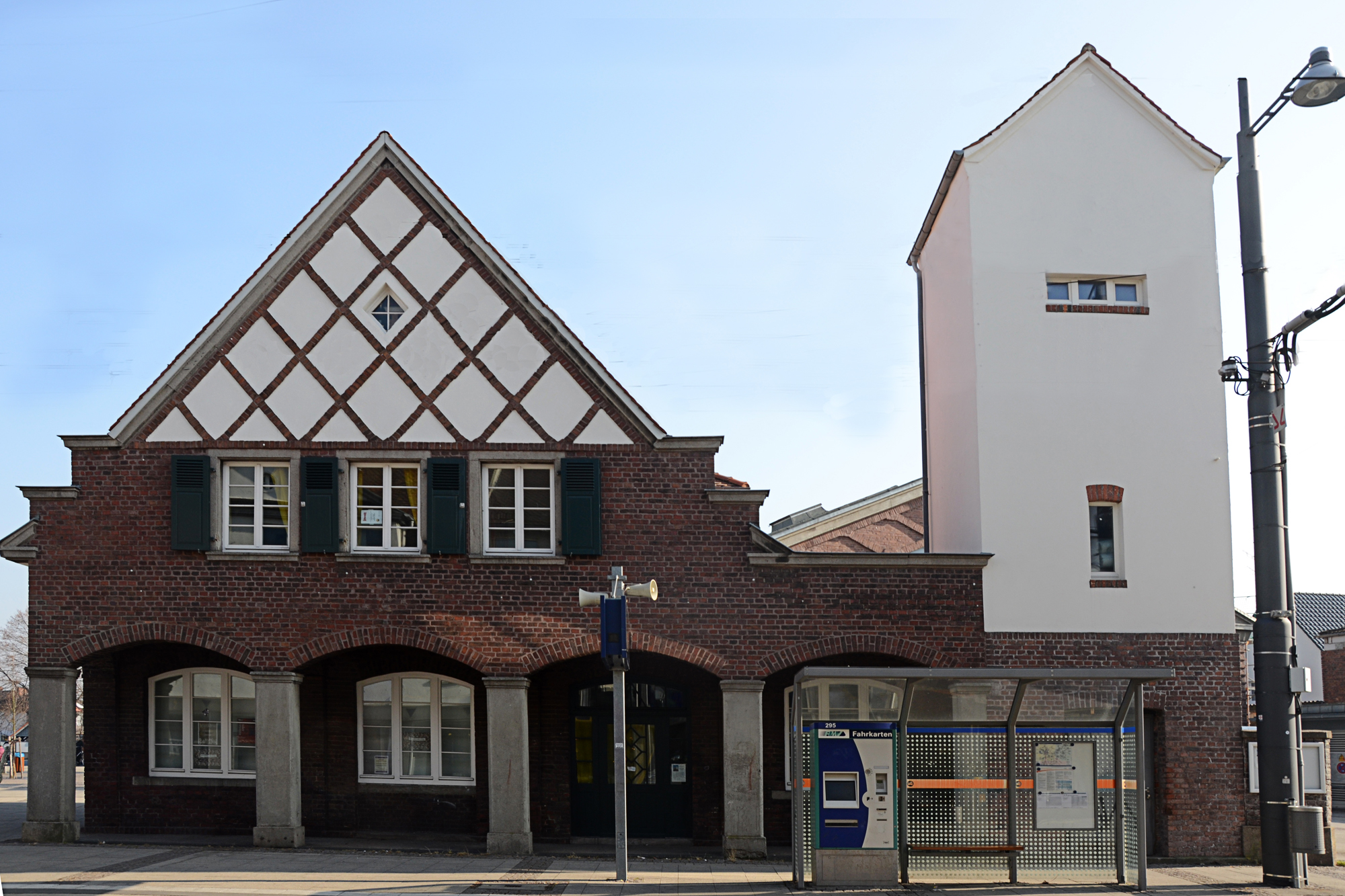
Gammal administrativ byggnad (2017)
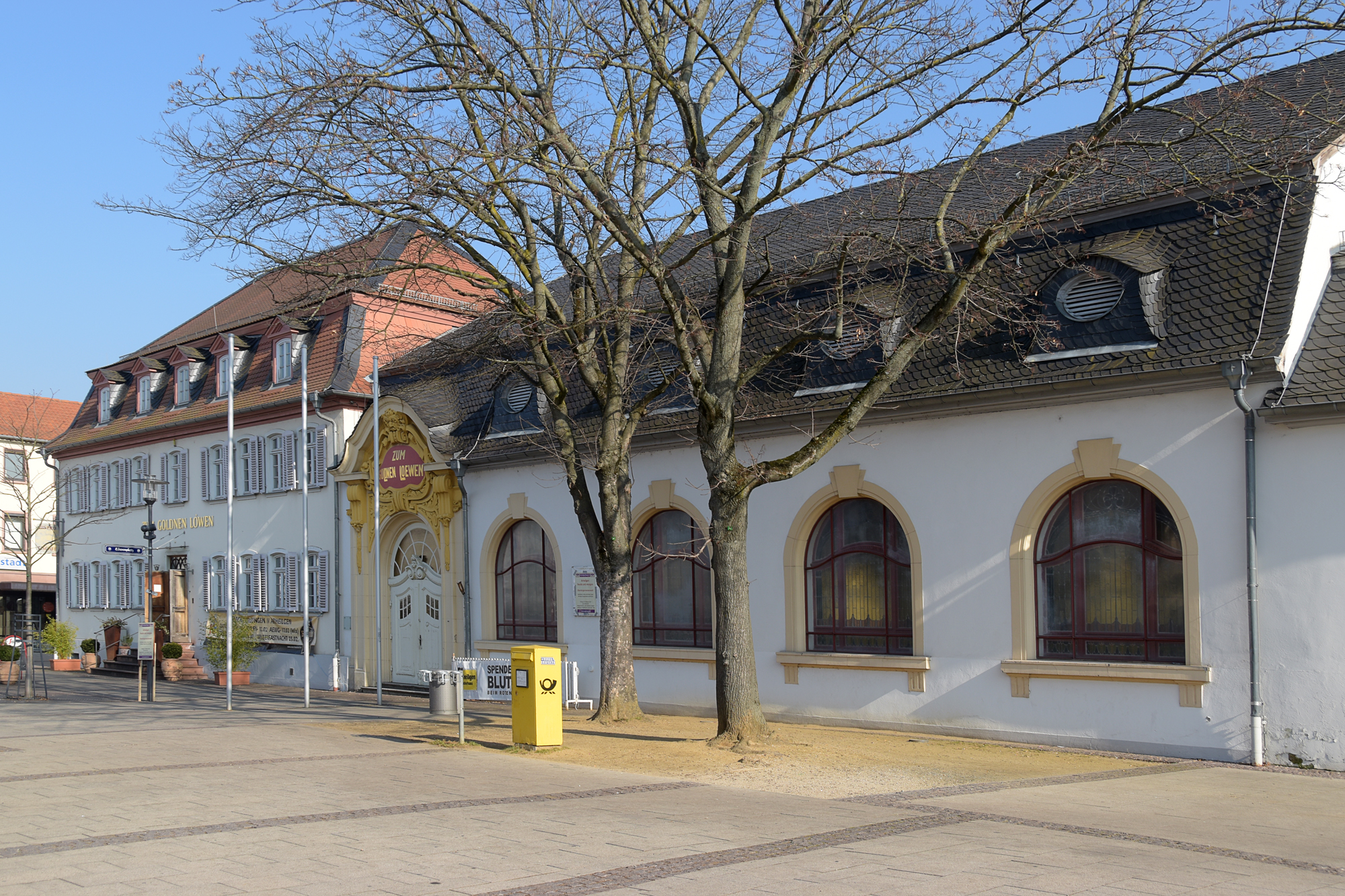
Restaurang "Zum goldenen Löwen" (2017)
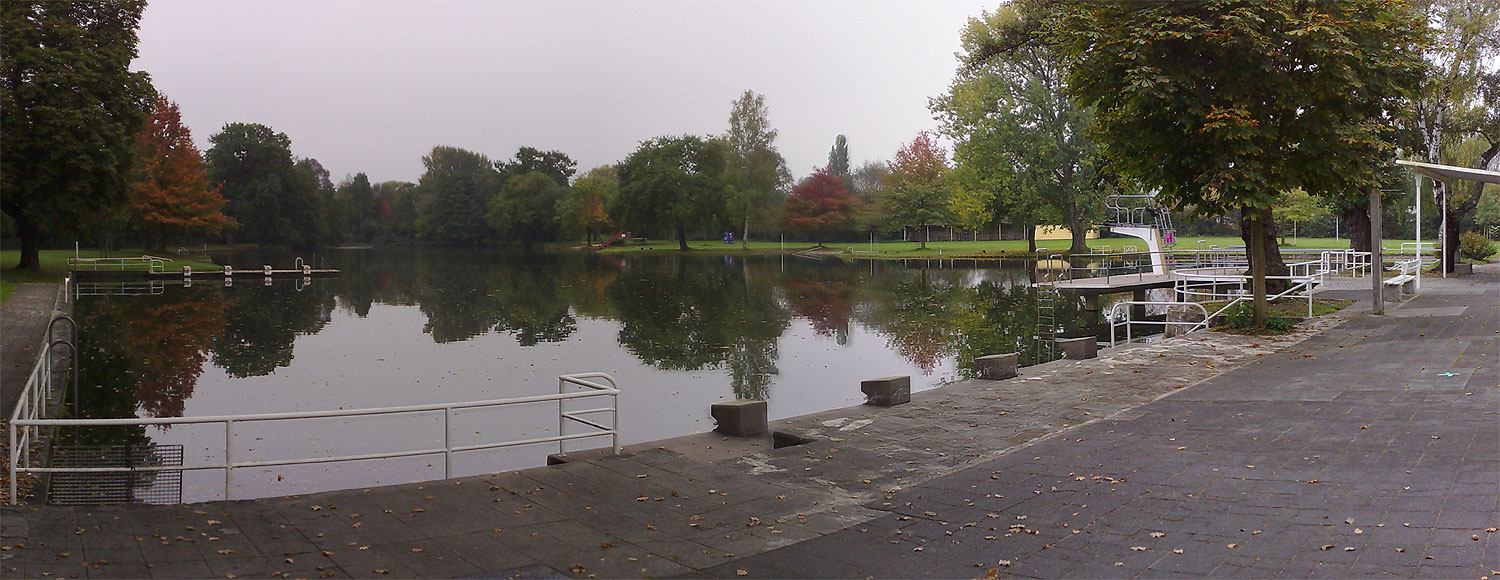
Friluftsbad "Arheilger Mühlchen" (2007)